# Erubiel Durazo
Erubiel Durazo (Hermosillo, 23 de janeiro de 1974). é um ex-jogador profissional de beisebol mexicano.

## Carreira
Erubiel Durazo foi campeão da World Series 2001 jogando pelo Arizona Diamondbacks. Na série de partidas decisiva, sua equipe venceu o New York Yankees por 4 jogos a 3.